# Rob Sheridan
Rob Sheridan (nacido el 11 de octubre de 1979) es un diseñador gráfico, director artístico y fotógrafo estadounidense conocido por sus trabajos con la banda de rock industrial Nine Inch Nails.
Sheridan asistió a la escuela de arte Pratt Institute de Nueva York durante un año antes de ser contratado por Trent Reznor de Nine Inch Nails en 1999, a los 19 años, gracias a un diseño que hizo en el fansite de la banda. En principio se le contrató para mantener la nueva página web del grupo. Desde aquello se ha convertido en el director artístico de la banda, contribuyendo con fotografía, diseño web, portadas, videoclips, diseños visuales para giras y realización de dos películas sobre las giras de la banda. También aparece acreditado como asistente de Reznor en la creación de la mitología del juego de realidad alternativa Year Zero hecho para apoyar al álbum de 2007 Year Zero.

## Trabajos con Nine Inch Nails
- Things Falling Apart (álbum, 2000) – Diseñador gráfico
- And All That Could Have Been (película, 2002) – Director, editor, director de fotografía[4]
- "The Hand That Feeds" (videoclip, 2005) – Director,[5] Editor[6]
- With Teeth (álbum, 2005) – Director artístico
- Beside You In Time (película, 2007) – Director, editor, director artístico[6]
- "Survivalism" (videoclip, 2007) – Codirector[6]
- Year Zero (álbum, 2007) – Director artístico
- Ghosts I-IV (álbum, 2008) - Director artístico
- The Slip (álbum, 2008) - Director artístico

## Trabajos fuera de Nine Inch Nails
Sheridan también es conocido por sus ilustraciones. A menudo postea sus obras en su blog, que él describe como "un ejercicio de disciplina creativa - un intento de conseguir dibujar más y juguetear con imágenes e ideas que no tienen cabida en mi trabajo profesional".
Además, Sheridan también lleva un blog llamado Demonbaby, a pesar de que el sitio evita mencionar su nombre completo y su relación con Nine Inch Nails.
Ahora está trabajando con Trent Reznor en su otra banda How to Destroy Angels como director artístico. También coproduce la serie televisiva de HBO basada en el disco homónimo de Nine Inch Nails, Year Zero.
En el 2010, trabajo en el diseño de la banda sonora ganadora de un Globo de Oro y un Premio Óscar, The social network de Trent Reznor y Atticus Ross.